# Ange René Armand de Mackau

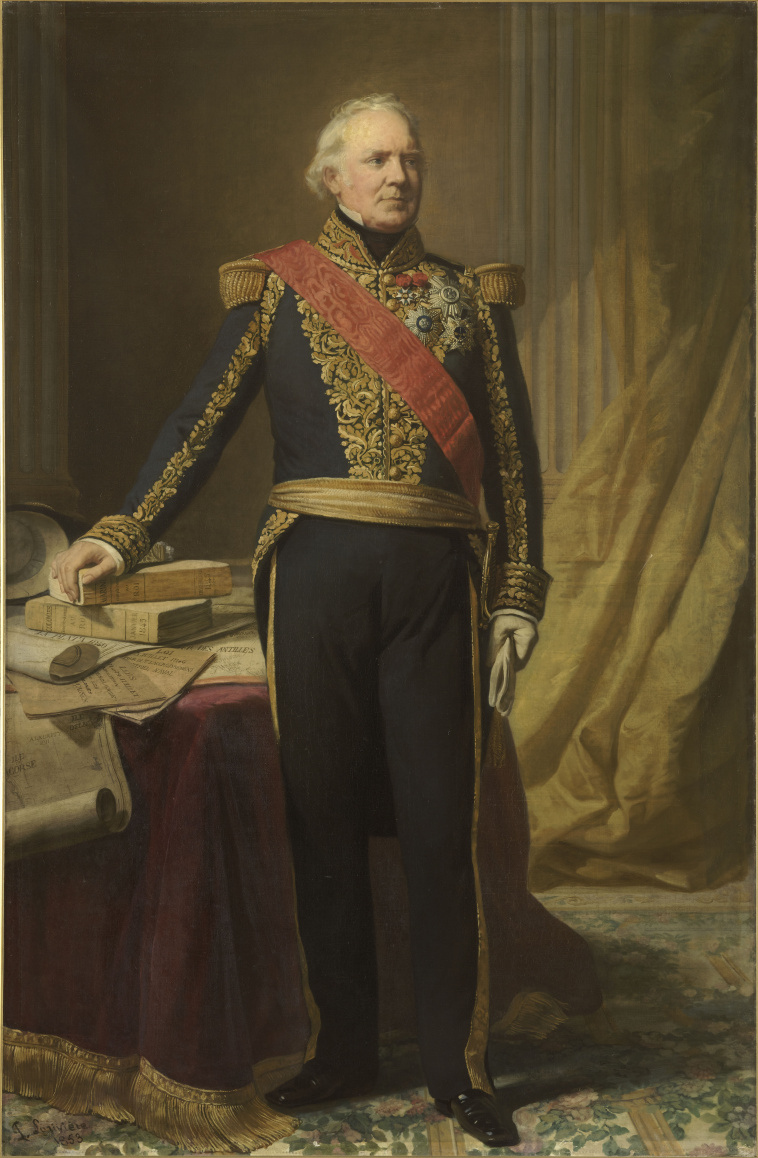
Admiral de Mackau

Ange René Armand de Mackau (* 17. Februar 1788 in Paris; † 13. Mai 1855 ebenda) war ein französischer Admiral und Politiker.

## Leben
Die Familie von Ange René Armand de Mackau war mit Jakob II. nach Paris gekommen.
De Mackau wurde 1805 Seekadett, schloss sein Studium 1808 in Rochefort (Charente-Maritime) ab und erhielt das Kommando über einen Posten der Küstenwache. Auf der Fregatte Hortense war er 1810 im Mittelmeer eingesetzt.
Am 26. Mai 1811 brachte die Brigg l’Abeille unter seinem Kommando vor der Küste Korsikas die britische Brigg l’Alacrity auf und nach Bastia. Als Belohnung wurde Mackau zum Leutnant befördert, in die Ehrenlegion aufgenommen und erhielt das Kommando über die gekaperte Brigg. De Mackau ließ weitere Schiffe aufbringen und wurde 1812 zum Fregattenkapitän befördert.
Am 1. September 1819 wurde er zum Kapitän ernannt und zu einer Studienreise in den Senegal gesandt. Seine Machbarkeitsstudie empfahl, keine ausgedehnte Kolonie im Senegal zu errichten, und berichtete über den örtlichen Sklavenhandel.
1820 wurde er Kammerherr von Ludwig XVIII.
Im Juni 1821 nahm er mit der Fregatte Clorinde, (58 Kanonen) diplomatische Beziehungen mit den von Spanien unabhängig gewordenen lateinamerikanischen Staaten am Pazifik, Chile und Peru, auf.
Am 17. April 1825 konnte er für die französischen Sklavenhalter, die durch die Abschaffung der Sklaverei 1822 auf Haiti ihrer Sklaven enteignet wurden, 90 Millionen französische Franc Entschädigung vereinbaren.
Am 25. September 1825 wurde er zum Konteradmiral befördert und in die Admiralität berufen. Am 17. September 1829 wurde ihm die Leitung der Personalabteilung der französischen Marine übertragen, wo er mit der Vorbereitung einer Invasion in Algerien befasst wurde.
Am 23. Juni 1830 war er Wahlvorstand im zweiten Wahlkreis des Départements Morbihan und wurde zum Abgeordneten gewählt.
Er wurde auf die Julimonarchie eingeschworen und erhielt 1831 das Kommando über die »escadre des Dunes« (Piraterie), die Antwerpen, Dünkirchen und Vlissingen besetzte und von dort die niederländischen Häfen blockierte.
In Cherbourg-Octeville wurde de Mackau 1836 das Kommando über die Marineverbände der Französischen Antillen und das Gouverneursamt von Martinique übertragen. Der französische Konsul Adolphe Barrot war in Cartagena (Kolumbien) verhaftet worden. De Mackau reklamierte bei der Regierung von Neugranada für die Behandlung des französischen Konsuls eine Entschädigung. Mit fünf Kriegsschiffen wurde Konsul Adolphe Barrot aus Cartagena evakuiert und der Isthmus beim Castillo de San Luis de Bocachica blockiert, womit die Entschädigungsforderung durchgesetzt wurde.
Ab 30. Mai 1837 war de Mackau wieder im Marinestab. De Mackau inspizierte Fischereibetriebe auf den französischen Überseegebieten Saint-Pierre und Miquelon sowie Neufundland. Er sicherte kommerzielle und strategische Interessen der französischen Regierung in der Karibik und im Atlantik vor der Regierung der Vereinigten Staaten.
Im Jahr 1838 kehrte er mit seiner Familie von Martinique nach Frankreich zurück. Dabei geriet sein Schiff, die Fregatte Terpsichore, in einen schweren Sturm, der das Schiff in den Hafen der irischen Stadt Cork verschlug.
1840 kreuzte  Armand mit 43 Kriegsschiffen vor der Río-de-la-Plata-Mündung auf und vereinbarte am 29. Oktober 1840 mit Felipe Arana einen Schifffahrts- und Handelsvertrag, wobei es sich um einen Erklärungsirrtum handelte, da Juan Manuel de Rosas Argentinien regierte.
Am 29. Oktober 1845 wurde De Mackau mit dem Großkreuz der Ehrenlegion dekoriert und am 23. Dezember 1847 zum Admiral befördert. Der Sohn von Ange René Armand de Mackau war Armand de Mackau.